# Resandefolket
Ej att förväxla med Tatarer. För andra resandefolk än det skandinaviska, se Resandefolk.

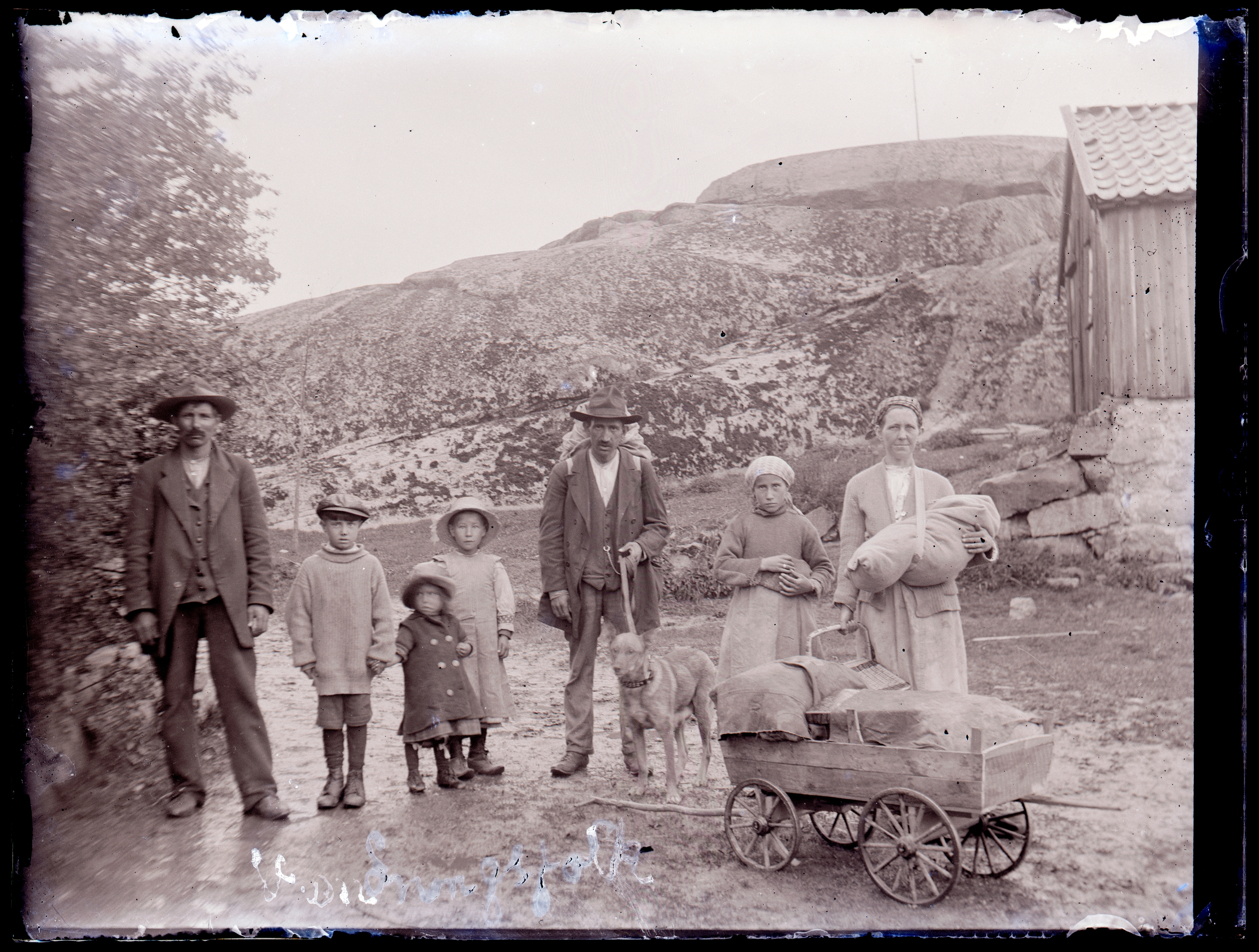
Resandefolk i Bohuslän.

Resandefolket, eller resande eller romani, är en grupp som i äldre tid stod, och till viss del även idag står, utanför det etablerade samhället i Skandinavien. Fram till slutet av 1900-talet gick de även under benämningen tattare, en benämning som idag anses som både nedsättande och kränkande.
I många länder finns personer som kallar sig resande, vilka har skiftande bakgrund. I Sverige hade resandefolket en livssituation liknande romernas och flera har bevisligen släktskap med romerna, då de också i stor utsträckning använder dialekter av samma språk, romani. Resandefolket i Sverige uppskattas idag bestå av cirka 20 000 individer, och i Norge 4 000-10 000. Enligt en senare skrivning (2005) i en riksdagsproposition om språket så står det I Sverige räknas resandefolket till romerna.

## Historia

### Bakgrund
Resandefolkets ursprung har varit omdebatterat. Ny genetisk och genealogisk forskning visar påtagliga inslag både av romsk härstamning och av äldre nordiska släktlinjer bland de flesta nordiska resandesläkter.  År 2023 publicerades en akademisk artikel som bevisar att resandefolket har romskt ursprung och är besläktade med andra romska grupper i Europa. Forskningen bygger på dna-analyser, vilket påvisar att de romska grupperna inledningsvis levde för sig själva, men efter 1700-talets mitt skedde en uppblandning med den övriga majoritetsbefolkningen i Sverige. Släktforskare har även kunnat bevisa att de som omnämns som "tartarer" och "zigenare" i äldre dokument från 1600-och 1700-talet är besläktade med nu levande människor från resandesläkter. Kända anfäder är exempelvis Johan Henriksson Schwarzkopf, Peter Christophersson Frantzwagner, Peter Lorentz och Per Jönsson Hellbom Lindgren.
I diskussionen om ursprung har förr tre åsiktsriktningar framförts:
- Att de resande är romer med en särskild kultur
- Att de resande är en socioekonomisk grupp som historiskt sett haft likartade yrken, se rackare (som i sin tur hade liknande yrken som sockenlappar)
- Att de resande härstammar från soldatsläkter från Tyskland eller Ryssland[11]

#### Resande som romer
Fram till 1900-talets början gjordes ingen åtskillnad mellan romer och resande. Under senare delen av 1900-talet blev de nyanlända romerna benämnda "zigenare" medan det äldre (resandefolket) blev kallade "tattare" av gemene man. Enligt den första teorin är de resande ytterst ättlingar till de romer som anlände till Stockholm den 29 september 1512. Olaus Petri skrev om dem i sin svenska krönika från 1530: ”Samma år som herr Sten hade blivit hövitsman, kom en hop av det folket som far omkring från det ena landet till det andra, och dem man kallar tattare, hit till landet och till Stockholm. Förr hade de aldrig varit här.” Ett annat tidigt omnämnande finns i ett av  Kristian IV:s brev utfärdat 1589 där han nämner att det i Sverige fanns "...en stor hoop Sikeiner eller Tartare, som skåcketals omlöpa i Provincierna...". Romerna togs vid sitt första uppträdande på sina håll för tatarer. I Sverige har benämningen tattare kommit att (nästan) uteslutande gälla de romer, som efter hand slagit sig ned i landet.
Många av de resandefolk som dyker upp i källorna kallades ofta för zigenare under sent 1700-tal. Ett av flera exempel på det är Hans Faltin, som ställdes inför rätta i Ovansjö 1787 och som ”sade sig vara ziguenare till nationen”. Yrkesmässigt hade också resandefolket liknande yrken som de nyanlända Kelderash-romerna (den grupp som invandrade betydligt senare än resande-romer i slutet på 1800-talet). Kelderash-romerna sysslade förr i tiden med kopparförtenning. Studerar man resandesläkterna i Sverige så är kopparslagare ett ganska vanligt yrke under 1800-talet.
Genealogisk forskning visar ett starkt band mellan Finlands romer och resandesläkterna i Sverige och Norge.
Kopplingen till Finlands kalé-romer har inte bara belysts av släktforskare utan även av Allan Etzler i ”Zigenarna och deras avkomlingar i Sverige” från 1944. Adam Heymowski, som förespråkade ett icke etniskt ursprung bland de resande, tog upp de svenskklingande namnen som en indikation på ett svenskt ursprung, men tittar man på finskromska släkter är det samma namnskick som resandefolkets förr i tiden. Sambanden kan man se i bland annat Arthur Thesleffs publikation Wörterbuch des Dialekts der finnländischen Zigeuner där finsk-romska släktnamn presenteras.
En anledning till att Allan Etzlers romska beskrivningar slutade få uppmärksamhet kan ha varit att det fanns ras-undertoner i hans avhandlingar från 1940-talet, medan Adam Heymowskis teorier passade bättre i tiden, en tid då man inte ville ha ett ”rasproblem” i Sverige.
Begreppet rom eller romani har använts historiskt av de flesta romska grupper i Europa. Resandefolk i Sverige har till exempel använt ord som ”Romanoa” för att referera till sig själva.
DNA-tester bland resande visar på ett släktskap med många europeiska romer när det gäller autosomala resultat men även via y-DNA. Haplogruppen J-2 som finns bland en del resande, bland annat Calle Jularbos faderslinje, visar också på släktskap med andra romer.

#### Resande som socioekonomisk grupp
Enligt den andra teorin härstammar resandefolket från människor som av olika anledningar förskjutits från bondesamhället och därför tvingats ge sig ut på vägarna och försörja sig bäst de kunnat. Denna förklaringsmodell fick stor spridning genom Adam Heymowskis doktorsavhandling år 1969. Senare genealogisk forskning av bland annat Bo Lindwall har dokumenterat ett ursprung i de "ziguenare" och "tartare" som finns belagda i källmaterial från 1600- och 1700-talen. Förbindelser med etniska svenskar förekom dock tidigt och de flesta resande har idag därför en blandad härkomst. När Bo Lindwall visade sin forskning för Adam Heymowski, erkände Heymowski att det romska inslaget bland resandefolket var större än vad han tidigare kommit fram till.Även forskaren Sebastian Casinge har visat på Heymowskis felaktiga innehåll när det gäller släkter kopplade till Östhammar.
Evert Kumm påstod att resande eller så kallade ”tattare” var av icke-romskt ursprung. Han baserade sina påståenden på Adam Heymowskis forskning, professor Gunnar Dahlbergs forskning och på den norske Kasper Flekstad. Kumm kritiserar i sin bok ”Zigenare och vanliga svenskar. Fakta om en s.k. raskonflikt” forskaren Allan Etzler för rasistisk beskrivning av romer. Han riktar också kritik mot den norske Eilert Sundts forskning om det norska resandefolket på 1800-talet. Svagheten i Kumms bok är att han riktar sin fokus enbart på kalderash-romerna och visar också misstänksamhet mot finska romers så kallade "zigenarhärstamning". Kumm påstår att ”tattarna är ett slags avfallsprodukter direkt ur det svenska folket”. En annan svaghet i hans bok är också påståendet att vi inte vet mycket om romernas öden i Sverige mellan 1512 och 1800-talets mitt. Han bortser därmed från de otaliga källor som finns. Det har också skrivits mycket om ämnet med utförliga hänvisningar till källor från perioden, inte minst Allan Etzlers Zigenarna och deras avkomlingar i Sverige. Historia och språk (1944) och på senare tid Anne Minkens Tatere i Norden før 1850. Sosio-økonomiske og etniske fortolkningsmodeller (2009) och Urban Lindqvists Han kan ju icke med hustru och barn krypa under jorden. Resandeliv i 1700-talets Sverige (2022).

#### Resande som av soldatsläkt
Den tredje teorin säger att resandesläkter var soldatsläkter men kan lika gärna gå under teorin om att resandefolket är en romsk grupp p.g.a. de många källor som vittnar om det. En stor del av resandefolket var inom krigsmakten på 1700-talet. En intressant aspekt angående resandefolkets militära historia är de gemensamma orden för vapen på romani och romanés. Nästan alla ord för vapen är av indiskt ursprung vilket stärker teorin om att romerna kom som en militär här till Europa. De som ligger bakom teorin menar att den militära hären flydde från muslimernas expansion i dagens Pakistan. Hären bestod av rajputer som kunde vara av blandade grupper, till exempel dravider, skyter och andra folkslag. Det verkar sedan som en del romer som kom till Europa också blev värvade som turkiska soldater och bödlar. All denna militära historia kan förklara varför romer i bland annat Norden ofta tjänstgjort inom krigsmakten, som fallet är med finska romer och resandefolket. Vlax-romer (utgörs av kalderash och lovari-romer med flera) i Östeuropa verkade inte inom krigsmakten i respektive länder, eftersom de fram till mitten på 1800-talet varit förslavade under många århundraden.
När man forskar på resandesläkter kommer man inte sällan till fältjägare eller artillerister. Ett av många exempel på att det var romska soldater i källorna finns nedskrivet i H Lilljebjörns "Minnen från förra hälften av 1800-talet". Henrik Lilljebjörn berättar i andra delen av sina "Hågkomster" en del intryck och erfarenheter ur livet vid Värmlands fältjägare under förra hälften av 1800-talet. Bland regementets manskap, mest folk från Jösse härad och finnmarkerna, fanns en del "skojare av äkta Zigenarras", säger han. "Figurer med mörkbrun hy och svarta, blixtrande ögon förekommo ej så sällan, men dessa voro äfven de mest intelligenta, och sedan de väl voro beklädda och under disciplinens band, kunde man aldrig önska sig bättre folk att kommendera. Bland dem funnos taskspelare, eqvilibrister och konstmakare av allehanda slag, och deras praktik under permissionstiden mellan mötena vill jag ej taga i försvar. Det hände ej så sällan att sådana där kamrater fingo respass till Marstrand eller Varberg, men många av dem hördes aldrig något ondt om. Jag påminner mig om en sådan, som hette Lindgren, hvilken redan 1808 blifvit tillfångatagen i Norge, men rymt, förklädd till qvinna, och haft många äfventyr innan han återkom. Karlen hade medalj för tapperhet i fält och var af sitt befäl väl ansedd. Han hade tre söner, som alla voro jägare, och den yngste var till och med vice korpral vid mitt kompani. Det var en mycket vacker karl, men hans kamrater voro ej nöjda med honom samt klagade öfver hans extraktion och förmådde mig slutligen begära hans afskedande. Gubben Lindgren var mycket känd inom officerskåren, och hans norska visor afhördes med stort nöje."
Vid Hamiltons regemente i Varberg fanns det flera ur resandefolket förlagda. Några resande där bar efternamn som Rolin, Lindgren och Holmström. Efternamnen är ett exempel på resandefolkets släktskap och gemensamma historik med de finska romerna (kalé). Många finska romer bär alltså svenska namn, som till stor del är samma efternamn som resande har burit genom århundraden. De svenska romerna (resande) från 1600- till tidigt 1800-tal har nästan undantagslöst haft rottrådar till Finlands romer (kalé). Under 1700-talet uppehölls mycket livliga förbindelser mellan Bottenhavets båda sidor. De värvade regementena, som ofta bestod av romska soldater, bytte ofta förläggningsorter med varann. Skilsmässan mellan Sverige och Finland år 1809 betydde givetvis ett försvårande av förbindelserna mellan de svenska och finska romerna. De isolerades från varandra.
De personer som benämns med ordet "tattare" i Polisunderrättelser år 1890 beskrivs som tillhörande en etnisk grupp. En resande vid namn August Erlandsson (misstänkt för ett brott den 11 oktober 1890) hade en fru som beskrevs ha utseendet af att tillhöra det så kallade tattareslägtet.

### 1500-talet till 1700-talet
Den svenska regeringen tillgrep då och då kraftiga medel mot resande och romer. År 1550 kungjorde Gustav Vasa att "tattarne" skulle lämna Sverige inom en viss tid. I annat fall skulle de straffas "till liv och gods utan all nåder". År 1614 utfärdade Gustav Adolf en sträng skrivelse till landshövdingarna i de trakter där resande "drev sitt skälmeri", och ålade landshövdingarna att råda bot på detta genom att tvinga männen att arbeta vid kronans slott eller på annat håll samt skaffa deras hustrur och barn sysselsättning på bondgårdarna. I maj 1636 rapporterade landshövdingen i Östergötland till regeringen "att tattare hava tvenne resor tänt elden på Norrköping och oppbränt förste gången sju lador, andre gången fyra andre hus". Det föranledde riksmarskalken, riksrådet Axel Banér att yttra: "Det måtte vara en underlig ting, att man icke allenast lider tattare utan ock låter dem draga kring riket och bedriva all ond vilja" trots att det beslutats att inga resande skulle tillåtas i riket.
Det hela tog sådana dimensioner att landshövdingarna 1637 därpå fann sig föranlåtna att inkomma till regeringen med en förfrågan om "huru de sig förhålla skulle med tattarne i  landet, vilke göra stor skada". Med anledning av detta slog riksrådet fast att de resande skulle åläggas "att packa sig ur riket och intet vistas härefter inom dess gränser. Finnes", heter det vidare, "någon efter Larsmässo nästkommande här i riket, den skola ståthållarne utan någon föregående förfrågan opphänga och till livet straffa låta". En förordning av detta innehåll blev också utfärdad, men den kunde aldrig efterlevas. Att så ej skett framgår också av att kungahuset år 1642 i en "Ordning och stadga om tiggare, landstrykare och lättingar" klagar över att "ziguener och tattare stryka omkring uti provincierne och jämte allehanda ogudaktighet, som av dem begås med deras spådomar, lögn och tjuveri, tillfoga Våre undersåtare ett stort besvär". Kronobetjäningen fick nu befallning att "låta gripa dem vid huvudet", och om någon av dem befanns skyldig till "tjuveri eller annan otillbörlig akt [handling] och missgärning", så ägde landshövdingen makt att utan vidare rannsakning och dom straffa honom till livet. De andra skulle han "köra utur sitt län och hövdingedöme" och samtidigt meddela sig med landshövdingen i det län dit de resande tog sin tillflykt, så att även denne kunde förfara på samma sätt och de resande sålunda drivas ur riket. Kom de sedan åter igen skulle man slå dem i järn och föra dem till närmaste slott att där arbeta vid vatten och bröd.
År 1648 blev det återigen i rådet tal om de resande och drottning Kristina framhöll att det vore bäst att de skickades till den svenska kolonin Nya Sverige. Riksrådet och amiralen Erik Ryning ansåg dock att detta var riskabelt: "tilläventyrs skulle de göra ett skälmestycke". Men drottningen vidhöll sin åsikt. Landshövdingen i Uppsala och Stockholms län, riksrådet Bengt Skytte yrkade på att lösdrivare och missgärningsmän skulle dömas till tvångsarbete och att landet därigenom skulle "befrias ifrån det onda". Regeringen beslöt också att så skulle ske beträffande missdådare som inte förmådde betala de böter som ådömts dem. De skulle "levereras landshövdingen herr Bengt Skytte, att arbeta på graven i Tälje".
År 1662 klagade regeringen dock åter över att "tattare och ziguener begynna hopigt sig låta se uti landet, farandes omkring uti provincierne". Därför återupplivades i huvudsak år 1642 års bestämmelser. Men i 1686 års kyrkolag öppnade överheten en utväg de resande att få stanna i Sverige. Där stadgades nämligen: "Om de landstrykare, som tattare kallas hos oss, skulle emot Vårt förbud uti Vårt rike sig insmyga och här föda någre barn eller föra nyligen födde med sig, åt vilka de begära döpelsen, då skall sådant tillåtas och föräldrarna troligen förmanas att sätta sig neder på en viss ort, låta sig undervisas i den kristna läran och träda till Guds församlingsgemenskap eller i vidrigt fall lämna barnen kvar, vilka Våre ämbetsmän skola låta försörja".
Resandefolket var ofta förknippade med vissa yrken. Ett typiskt resandeyrke under 1600-talet var häktmakare. Under tidigt 1700-tal var många av resandefolket borgare i svenska småstäder (exempelvis Gränna stad, Falkenbergs stad, Vimmerby och Hjo stad) som försörjde sig som kringresande försäljare (krämare). Man besökte marknader och handlade med småvaror (kram) som exempelvis glas (glasförare) och även hästar. Under 1700-talet tog också många värvning i armén eller blev tvångsrekryterade. Många resandemän återfinns i äldre tider som värvade artillerister eller båtsmän ("marineurer") vid de icke-indelta regementena som ofta var förlagda i garnisonsorter och städer. Därför är en del släktnamn bland resande idag ursprungligen soldatnamn. På 1800-talet ser man ofta resande som valackare, lumpsamlare och kittelflickare. I Danmark kallades de natmandsfolk eftersom de tömde latriner, arbetade som hudavdragare, skorstensfejare och rackare om natten. I Norge kallades de fanter. Själva kallade de sig resande. Ett annat ord för dem var kältringar.
Gränna, Hjo och Falkenberg var några platser i Sverige, där resandefolk, det vill säga zigenare eller tartare, dyker upp. Ett exempel på Grännas resanderomska historia är Eric Tunelds "Geografi öfver konungariket Sverige". Boken utkom i åtta upplagor mellan 1741 och 1833 och var länge standardverket i svensk geografi. Redan i första upplagan nämns att Brahe befolkade Gränna med zigenare. Den not i vilket detta står utvidgades med små variationer i senare upplagor. Men i den åttonde och sista upplagan i del 3:2 (tryckt 1832) står "För att på något nyttigt sätt använda de kringstrykande zigenarne, lät grefve P. Brahe den yngre en af deras flockar nedsätta sig i den nya staden, hvarföre vissa slägter (såsom Rålin och Broberg) länge bibehållit sin mörka färg. (---) En hästbytare från Grenna har i senare tider blivit kallad Tattare kungen. Ju längre dessa zigenare haft fasta boningar, destomera blifva de småningom med de infödda slägterna förblandade och oigenkänneliga." Ett annat exempel på resande i Gränna är från Paul Wilstadius "Vista härad i gången tid" (1947). En tattare Henrik omtalas i Gränna dombok 1680 6/11 då han tillsammans med sin styvson Lars tattare sköt tattaren Axel Olofsson igenom huvudet så att denne avled några dagar senare.
En intressant inblick i resanderomernas historia från 1700-talet finns i Slottskansliets skrivelser till Kungl. Maj:t 1728–1730. Den beskriver både utseende på romer och att de hade förbindelser över landgränserna. Skrivelserna gäller bland andra häktmakaren, hästhandlaren och soldaten Per Jönsson Hellbom Lindgren. Hellbom sade sig vara 45 år gammal och född i Trondheim av "Häcktmakareföräldrar, hwilka dödt ifrån honom medan han legat i lindan". Han sägs i protokollet ha ett tämligen gott ansikte "wäl nog mörka hår men eij just så ziguenisk mine". Hans syster Margareta Jönsdotter beskrivs däremot som "hel swartaktig som en criol". Hustrun till Hellboms äldste son, 20-åriga Annicka Hindrichsdotter, sades vara född i Hamburg av fransk fader och tysk moder, vilka emellertid båda "voro zigenare". En annan i Hellboms följe sade sig vara av norsk fader och finsk moder. Värt att nämna är att Per Jönsson Hellbom även bar namnet Lindgren och är anfader till många resande idag. Målle Lindberg och Lenny Lindell är ättlingar till denne omskrivne man enligt en genealogisk utredning. Ytterligare bevis för resandefolks kontakter över gränserna var när ett så kallat ”Tattarmål” behandlades av Konga, Allbo och Kinnevalds häradsrätter 1724–25. Huvudmannen bland resandefamiljerna var Christian Mårtensson Broberg, till yrket hästhandlare och före detta soldat. Hans mor Anna Sibilla uppgavs vara född i Tyskland. Även en annan äldre kvinna i sällskapet var av tysk börd. Resten av sällskapet var födda på olika platser i Sverige.

### 1800 till tidigt 1900-tal
En annan intressant uppgift angående kontakter över gränserna återges av Arvid August Afzelius i ”Swenska Folkets Sagohäfder” 1863. Berättelsen uppges komma från Vimmerbytrakten. ”En gång kom en trasig tattare med sin hustru åkande till en prästgård i Småland och begärde husrum, emedan han var sjuk. Han dog samma natt. Hustrun meddelade kyrkoherden, att hennes man varit av hög släkt bland deras folk och icke kunde begravas, förrän hon anmält has frånfälle för deras hövitsmän, vilka bodde i Rysslands huvudstad. Hon utlovade en hederlig vedergällning om kyrkoherden sedan ville jordfästa honom. Kyrkoherden lovade detta. Efter några veckor anlände till gården flera vagnar med illa klädda tattare. På begravningsdagen framtogo dessa ur en medförd trosskista dyrbara dräkter, och två av dem iklädde sig gullsömmade sammetsmantlar av purpur samt hängde stora guldkedjor om halsen. De hade också en vagn med matvaror och vin till begravningsgästernas undfägnad. Kyrkoherden erhöll för sin möda femtio dukater, varefter tattarfurstarna åter nedlade sina högtidskläder och i usla vardagskläder drogo sin färde.”
På 1800-talet fanns resandefolket utspridda över hela Sverige. Resande bodde kortare perioder i vissa byar. Knappekulla är en plats som haft resande som befolkning. Om Knappekulla finns en notis i August Blanches roman Banditen (1848) där han skriver "Inom Tjusts härad, fyra mil norr om Västervik, är belägen en by med namnet Knappekulla. Denna by hade sin märkvärdighet därigenom, att allt sedan urminnes tid zigenare eller så kallade tattare bebott den,....."
Från slutet av 1800-talet började svenska myndigheter diskutera hur man skulle förhålla sig till "tattarna". Vad "tattare" inbegrep blev aldrig riktigt klarlagt för vissa men studier av användandet av ordet visar på att majoriteten som fick bära epitetet tattare var just människor av resandefolket. Idag används ordet som ett skällsord. Vid 1900-talets början hade flera barn till "tattare" omhändertagits och placerats på barnhem. Många gånger var "tattarfamiljer" tvungna att genomgå olika uppfostringsprogram. Vid denna tid ansågs resandefolkets livsstil vara ett asocialt beteende och därför sinnessjukt. 
Skojare var ett ord som användes frekvent istället för tattare men även ord som kältringar och rackare användes mot just resande enligt Nordiska museets material.

### Nyare tid
På 1920-talet skärptes kravet på att medborgare skulle deltaga i samhället och klimatet hårdnade. Bland annat tvångssteriliserades flera resande och bland dem som förklarades som sinnessjuka blev en del lobotomerade. Bara mellan 1938 och 1947 steriliserades 145 stycken resande med rasistiska yttringar och uttryck som skrevs i ansökningshandlingarna. På några håll, såsom i Krämarstan utanför Finnerödja, förekom ett slags etnisk rensning på ställen där många resande slagit sig ner, så kallade tattarstäder. År 1948 skedde närmast rasupplopp i Jönköping mellan självutnämnda "vitas ledare" och deras anhang som gick på alla som antogs vara tattare (mörkt hår, bruna ögon och så vidare). Majoriteten av "tattarna" i Jönköping var av resandesläkt och det är tydligt att det var denna grupp som var måltavlan i upploppen. En av de största registreringarna av en romsk grupp skedde i och med den stora inventering av resande som kallades "tattarinventeringen" där 6000 resande registrerades.
Resande har i Sverige varit utsatta för en negativ framställning från myndigheternas sida. Svagheten i de teorier som velat stämpla resande som en social grupp är att de inte kunnat belysa resandekulturens musikelement och släktsammanhållningar. Många resande från välkända resandesläkter har gjort ett starkt intryck på bland annat folkmusiken i Sverige, precis som romer i olika europeiska länder. Bland kända resande inom folkmusiken räknas dragspelsvirtuosen Calle Jularbo, violinisten Lorens Brolin och många fler.

## Folk och språk

### Språk och kultur
Många resande talar ett språk som kallas romani. Nyare studier menar att språket har en svensk grammatik, ett språk talat av resanderomer. Detta språk är i dag mycket hotat och insatser görs av bland annat Språkrådet för att bevara denna variant av romani chib. Språket har varit hemligt för icke-resande, och många resande har glömt språket.
Resanderomers språk hör till den indiska grenen av de indoiranska språken och är alltså liksom svenskan ett indoeuropeiskt språk. Romani har genom seklerna uppdelats i 60 olika varianter vilket bland annat avspeglar olika romska gruppers omfattande kontakter med skilda folk och språk under tusen års migration och bosättningar i olika länder. De romska språken har alltså övertagit såväl ord och begrepp som språkstrukturer från de språksamhällen de levt i. Men även svenskan har tagit in ord och uttryck från romani, ord som i dag inte många tänker på varifrån de kommer; som tjej, jycke, vischan, pröjsa, kirra.
De första skriftliga beläggen av ord och fraser i romani är från 1700-talet. Språkforskaren Per Björkman skrev 1730 en avhandling i Uppsala, där han förtecknade 47 ord och uttryck, som soldaten Jacob Helsing berättat för honom. Att de resande talade ett eget språk är också belagt i rättsprotokoll från Rönnebergs ting i Skåne år 1764, där en fras är dokumenterad.
Allan Etzler har i "Zigenarna och deras avkomlingar i Sverige" uppmärksammat ett mål som ger exempel på 1700-talsromani när en medlem av ett resandesällskap berättar att de andra bestämt sig för att vilseleda rätten och stadfäst detta genom inbördes ed "på theras Tartarespråk och så kallade Skåjare Benning: Bengan der Lingero Truppo, hvilket betyder Fanen i deras hierta och kropp, at the ej annorledes skulle bekänna".
Viktor Rydberg skrev på 1850-talet romanen Singoalla. Romanen innehåller romska gestalter. Rydberg hade studier om resandefolket som underlag för sina romska romangestalter. Den romska guden Alakho som tas upp i romanen, är en gud som har tillbetts av resandefolk i Norge och Sverige. Resandefolk i Sverige och Norge har praktiserat en inriktning där Devel var den högsta guden, men samtidigt en sträng gud, medan Alakoh var den förlåtande och tröstande guden. Beng var djävulen vars tillhåll var Tamla. Alakoh och Beng låg i krig med varandra. Det var den äldste i respektive stam som skulle praktisera religionens regler. Enligt den resande-romska inriktningen måste en rik man dela med sig av sitt, om inte skulle han bli bestraffad. En resande som nekats den rikes ”bröd” stod fri i förhållande till den rike och behövde inte följa hans jordiska lagar. Namnet Devel betyder gud på nästan alla romska dialekter och härstammar från sanskrit.
År 2008 kom Ordbok över svensk romani – Resandefolkets språk och sånger ut, det är den mest omfattande dokumentationen av resandefolkets språk i dag på vetenskaplig grund.

### Svensk romani i skrift
- Ordbok över svensk romani av Lenny Lindell. Den svenska romani som beskrivs i denna ordbok har talats av resanderomer i Sverige sedan 1500-talet. Språket har hållits hemligt för utomstående och överlevt mot alla odds. Det är ett rikt och varierat språk men utan officiella regler för stavning och grammatik.

- Ordbok över svensk romani – Resandefolkets språk och sånger är den mest omfattande dokumentationen av resandefolkets språk i dag på vetenskaplig grund. Ur innehållet: – 1800 uppslagsord på romani, med utförliga exempel – 1600 uppslagsord på svenska – en första grammatisk beskrivning av språket – avsnitt om resandefolkets vistradition – flera visor Bokens författare Lenny Lindell (f. 1981) och Kenth Thorbjörnsson Djerf (1949–2005) talar själva svensk romani. Fil. dr Gerd Carling är vetenskaplig medarbetare i ordboken.

- Scandoromani: Remnants of a Mixed Language är den första, omfattande, internationella beskrivningen av svenska och norska Resandefolkets språk på Engelska Svenska,Norska och ScandoRomani"Resandefolkets Romani ", även märkt Resandefolkets Språket, ett officiellt minoritetsspråk i Sverige och Norge Lenny Lindell är modersmålstalare och grundare för begreppet Scandoromani och författare till en monografi på svenska om detta språk.

- Romer - 500 år i Sverige, språk, kultur, identitet i Sverige talas en stor mängd väldigt olika varianter av romani chib. Några har talats här länge, andra bara en kort tid. Boken fokuserar på de tre varianter som har talats längst i Sverige: skandoromani, kelderash och kale. Förutom språken behandlar boken talarnas kultur och identitet, såväl historiskt som i nutid. Boken är ett resultat av det nationella ansvar för ämnet romani chib som 2008-2012 låg vid Linköpings universitet. Delar av boken har använts som läromedel på kurser i ämnet vid Linköpings universitet.

### Ingiften
Självklart har det skett ingiften inom resandesläkter. Det finns bland annat ett exempel på en släkt från Värmland, vid namn Skragge, där en person gifte sig med resande och flera andra exempel. På grund av att resande har haft släktingar som inte varit resande har det fått utstå beskyllningar om att de inte varit av romsk bakgrund. Bland annat av Evert Kumm som kallade resande för "avfallsprodukter direkt ur det svenska folket". Blandäktenskap har dock skett bland Kalderash-gruppen också. Katarina Taikons mor var av svensk börd och även de tidigast invandrade Kalderashromerna fick beskyllningar för att inte vara "äkta zigenare" år 1873, av en journalist.
Det har ansetts att det är skillnad mellan dem som stämplats som tattare (under 1900-talet) och dem som tillhör resandesläkter; de senare är nästan alla gamla romska släkter med band till sintiromer och finska romer. Men det bör påpekas att till exempel av 145 personer som anges vara tattare i 1910 års folkräkning är 90 procent av resandesläkt och resten ingifta i resandesläkter.

## Organisationer
- Resandefolkets Romanoa Riksorganisation bildades i mitten av 1990-talet.

- Kulturgruppen för Resandefolket bildades 2009. Denna förening bevakar särskilt resandefolkets kultur- och rättighetsfrågor. Kulturgruppen har sitt säte i Göteborg.[71]

- Föreningen RUNG – resande, ung, ny och gammal.[72]
- Frantzwagner-sällskapet grundades 2013 av ättlingar till Peter Frantswagner som var en resande som levde på 1600- talet. Sällskapet verkar för att bevara det språkliga och kulturella arvet. Frantswagner-sällskapet började att ge ut tidningen Drabbrikan 2016.[73]

Det finns idag 15 000–25 000 resande i Sverige, kanske ända upp till 40 000.

## Resande i Europa
I Västeuropa (främst i Tyskland, Nederländerna och Frankrike), finns den romska gruppen sinti som också kallas resandefolk. De är släkt med många av de svenska resandesläkterna. De kallas ofta manouche i Frankrike. Den berömde jazzgitarristen Django Reinhardt var av sintibörd.
En annan grupp resande i Väst- och Mellaneuropa är den jeniska (ty: Jenisch). De jeniska resande är kända i Schweiz sedan 1400-talet. De har ett eget språk, jeniska, som kan sägas vara en variant av tyska. Det finns flera hypoteser om deras ursprung, bland annat att de härstammar från kelterna. De anses inte tillhöra samma etniska och kulturella grupp som romer och sinti.[källa behövs]
I Skottland finns resandefolk vilka kallas tinkets eller "gypsies" och som består av olika folkgrupper med skiftande bakgrund, kultur och språk.

### Pavees (Irland)
Resandefolket i Irland och England kallas irländska travellers eller pavees. Efter Sveriges EU-inträde har många paveesfamiljer säsongsarbetat i Sverige som asfalts- och anläggningsarbetare. Irländska travellers har liknande typ av livsstil som romer, idag ofta i olika säsongsarbeten och traditionellt nomadiserande med sysslor såsom tennsmide och hästhandel. 
Gruppens ursprung har varit omdiskuterad. Nya DNA-studier visar emellertid att romsk härkomst är mycket ovanlig bland irländska travellers. Istället tros gruppen ha avknoppats från den irländska fastboende befolkningen för flera hundra år sedan, och därefter levt som en socialt isolerad grupp. Även analys av deras språk shelta (en blandning mellan irisk gaeliska och engelska) stöder en lång historia som isolerad grupp.